# Platoon (Film)
Platoon ist ein Antikriegsfilm des Regisseurs Oliver Stone aus dem Jahr 1986. Er zeigt die Auswüchse des Vietnamkrieges und seine Wirkung auf Infanteriesoldaten. Der Film wurde mit vier Oscars ausgezeichnet und war für vier weitere nominiert.
Bis heute ist Platoon mit Einspielergebnissen von mehr als 138 Millionen US-Dollar der dritterfolgreichste Film, der sich mit dem Thema Vietnamkrieg auseinandersetzt, nach dem gänzlich anders gearteten Rambo II – Der Auftrag, der allein in den USA mehr als 190 Millionen US-Dollar einspielte, und Geboren am 4. Juli (ebenfalls von Oliver Stone), über 161 Millionen US-Dollar.

## Handlung
Die Handlung beginnt im September 1967 nahe der kambodschanischen Grenze. Der Infanteriesoldat und College-Abbrecher Chris Taylor meldet sich freiwillig zum Militäreinsatz in Vietnam. Schon bald stellt er fest, dass das Soldatenleben anders ist, als er es sich vorgestellt hat. Von Kameradschaft ist anfangs gar nichts zu spüren, stattdessen wird kräftig nach unten getreten. Ist man ein Neuling und hat noch seine 365 Tage vor sich, zählt man zum Kanonenfutter. Soldaten unter 100 Tagen restlicher Dienstzeit zählen zu den alten Hasen und dürfen in der Schützenreihe nach ganz hinten gehen.
Taylor befindet sich mit einem Platoon im Dschungel, um als Vorposten einen Hinterhalt für den Vietcong vorzubereiten. Taylor übernimmt die Wache und soll dann von Junior abgelöst werden. Dieser ist aber überfordert. So gelingt es den feindlichen Truppen, sich unbemerkt zu nähern. Zwei Soldaten sterben, Taylor wird verwundet. Schließlich können die Angreifer abgewehrt werden. Junior versucht die Schuld auf Taylor zu schieben, was jedoch nicht von allen Mitgliedern der Gruppe akzeptiert wird. Taylor wird abtransportiert und ins Lazarett gebracht.
Nach seiner Rückkehr zu seinem Platoon bei der 25. US-Infanteriedivision wird er am Abend in den Bunker von Rhah eingeladen. Er trifft dort auch auf Sergeant Elias, einen erfahrenen Veteranen. Nach seinem Einstand, einem Marihuana Shot von Elias durch den Lauf einer Pumpgun, wird Taylor in die Gruppe der Potheads aufgenommen. Diese Gruppe verbringt ihre Freizeit mit einem Hippie-ähnlichen Lebensstil aus Drogen, Musik und Partys, um die Schrecken des Krieges zu vergessen. Sie kämpfen, um zu überleben und um unversehrt nach Hause zu kommen. Parallel wird eine andere Gruppe um Sergeant Barnes in der großen Baracke gezeigt, die beim Kartenspielen große Mengen Alkohol konsumiert. Veteran Barnes greift im Krieg zu brutalen Mitteln, ebenso seine Gefolgsleute.
Bei einer der nächsten Patrouillen kommt es zu einem Vorfall, der die zwei Lager zusätzlich spaltet. Eine Gruppe stößt auf eine verlassene Bunkeranlage über einem Tunnelsystem, das von Sergeant Elias als Tunnelratte gesäubert wird. Bei der Durchsuchung des Lagers werden zwei Soldaten durch eine Sprengfalle getötet. Außerdem ist der Soldat Manny, der die linke Flanke decken sollte, unauffindbar. Elias und weitere vier Mann bleiben zurück, um die Tunnelanlagen zu erkunden. Barnes macht sich mit dem Rest in ein nahe gelegenes Dorf auf. Auf dem Weg finden sie Manny tot an einen Baum gebunden vor. Im Dorf finden die Soldaten versteckte Personen, ein Waffenarsenal und große Mengen an Reis. Der Verdacht, das Dorf unterstütze den Vietcong, kommt auf. Bei der darauffolgenden Säuberungsaktion lassen die Soldaten ihren Unmut über Mannys Tod an der Zivilbevölkerung aus. Es kommt zu mehreren Morden. Eines der Mordopfer wird von Barnes bei einem Verhör ermordet. Als er auch vorhat, ein Kind bei diesem Verhör zu ermorden, stoppt ihn Elias, der mit seinen Männern kommt, durch eine Prügelei. Daraufhin befiehlt der Lieutenant auf Anweisung des Captains, die Waffen zu vernichten und das Dorf einzuäschern, was getan wird. Die als Vietcong verdächtigten Personen werden abgeführt und der Rest der Dorfbewohner evakuiert. Dabei muss Taylor zwei Vergewaltigungen durch seine Kameraden stoppen.
Elias berichtet Captain Harris nach der Rückkehr zur Basis von dem Vorfall. Harris kann Barnes jedoch wegen Personalmangels für die Dauer der Untersuchung nicht freistellen, befiehlt deshalb beiden eine „Feuerpause“ und kündigt ein Kriegsgericht für den Fall illegaler Tötungen an. Barnes gibt sich relativ unbesorgt, seine Gefolgsleute Bunny und O’Neill jedoch sind sehr nervös, da bei einem möglichen Militärgerichtsverfahren gegen Barnes auch deren eigene Verfehlungen aufgedeckt würden (Bunnys brutaler Mord an dem vietnamesischen Dorfbewohner und dessen Vertuschung durch O’Neill). Nun ist das Platoon endgültig gespalten, eine Hälfte hält zu Barnes, die andere zu Elias. Das Platoon wird dann erneut auf Kampfpatrouille geschickt und gerät später in ein schweres Feuergefecht mit der angreifenden Vietnamesischen Volksarmee. Beim Angriff können sie, trotz hoher Verluste durch die Inkompetenz des Lieutenants, dank der Effektivität von Elias, den Gegner für längere Zeit aufhalten, müssen sich aber dann zurückziehen. Barnes, der den Befehl gibt, gibt dann an, Elias dafür zu suchen. Als er später auf diesen allein trifft, schießt er auf ihn, in der Gewissheit, dass bei einem Militärgerichtsverfahren gegen ihn Elias’ Aussage zu seiner Verurteilung führen könnte, verletzt ihn schwer, denkt, er sei tot, und behauptet später gegenüber Taylor, er sei vom Feind getötet worden. Danach werden sie mit Hueys ausgeflogen. Beim Verlassen des Kampfortes wird plötzlich Elias entdeckt. Er flüchtet mit letzter Kraft vor der feindlichen Infanterie und wird von ihr, trotz der Versuche der bewaffneten Hubschrauber, ihn zu retten, getötet.
Taylor wird klar, dass Barnes ihn ermordet hat, und spricht in der Basis darüber, aber niemand will Barnes damit konfrontieren. Barnes hört mit, bestätigt es und rechtfertigt die Straftat mit der Argumentation, er hätte es verdient, wegen seiner Insubordination. Dann fordert er die Gruppe um Taylor auf, gegen ihn deswegen zu kämpfen. Nur Taylor attackiert ihn, hat jedoch keine Chance gegen den hartgesottenen Barnes. Rhah kann Barnes aber durch Androhung eines Kriegsgerichts davon abhalten, ihn zu töten. Stattdessen verletzt er Taylor mit einem Faustmesser.
In der Folgezeit wird ein Großangriff der Vietnamesischen Volksarmee erwartet. Die besorgten Soldaten werden zu einem Punkt nahe der Grenze zu Kambodscha geflogen, wo sie Verteidigungsstellungen ausheben. Kurz vor dem Kampf wird King aufgrund eines Verwaltungsfehlers ausgeflogen. Dabei verabschiedet er sich von seinem Freund Taylor mit der Empfehlung, Vietnam wegen der Situation innerhalb des Platoons so schnell wie möglich zu verlassen. Der ansonsten großmäulige O’Neill bettelt darum, auch ausgeflogen zu werden, jedoch macht Barnes keine weiteren Ausnahmen.
In dieser Nacht kommt es zur Großoffensive. Die weit auseinandergezogenen Stellungen der U.S. Army werden überrannt. Unter anderem kommen Lieutenant Wolfe, Bunny und Junior ums Leben, während sich O’Neill in einem Schützenloch zwischen Leichen versteckt. Die Nordvietnamesen stürmen dann die letzten Verteidigungslinien der Basis. In der zunehmend ausweglosen Situation entschließt sich Harris, einen Luftschlag auf die eigenen Positionen anzuordnen. Die Air Force bombardiert dann auf seinen Befehl das gesamte Areal mit Napalm. Während des Gefechts versucht Barnes erfolglos, Taylor im Blutrausch zu erschlagen.
Am nächsten Morgen ist das Schlachtfeld von unzähligen Leichen und Verwundeten bedeckt. Taylor hat verletzt überlebt, nimmt ein Typ-56-Sturmgewehr auf, geht zum reuelosen Barnes und erschießt ihn wegen seiner Verbrechen. Kurz danach treffen Verstärkungen ein. Sgt. O’Neill kriecht unverletzt aus seinem Versteck und Francis, der auch überlebt hat, fügt sich selbst mit dem Bajonett eine Verletzung zu, um ausgeflogen zu werden. Für Taylor ist der Krieg nun vorbei. Er wird in einen Hubschrauber verladen und ins Lazarett geflogen, begleitet von einem inneren Monolog: „Wir haben nicht gegen den Feind gekämpft, wir haben gegen uns selbst gekämpft, der Feind war in uns …“

## Synchronisation
Die deutsche Synchronisation entstand im Auftrag der Interopa Film GmbH in Berlin, für die Dialogregie und das deutsche Dialogbuch war Horst Balzer verantwortlich.
| Rolle                           | Darsteller       | Sprecher               |
| ------------------------------- | ---------------- | ---------------------- |
| Chris Taylor                    | Charlie Sheen    | Ulrich Matthes         |
| Staff Sgt. Robert E. Lee Barnes | Tom Berenger     | Uwe Friedrichsen       |
| Sgt. Elias Grodin               | Willem Dafoe     | Christian Brückner     |
| Sgt. O’Neill                    | John C. McGinley | Hans-Werner Bussinger  |
| Big Harold                      | Forest Whitaker  | Helmut Krauss          |
| King                            | Keith David      | Joachim Tennstedt      |
| Bunny                           | Kevin Dillon     | Sylvester Groth        |
| Lt. Wolfe                       | Mark Moses       | Hans-Jürgen Dittberner |
| Lerner                          | Johnny Depp      | Helmut Gauß            |
| Warren                          | Tony Todd        | Kurt Goldstein         |
| Capt. Harris                    | Dale Dye         | Lothar Blumhagen       |
| Rhah                            | Francesco Quinn  | Wolfgang Kühne         |
| Junior                          | Reggie Johnson   | Wolfgang Condrus       |
| Francis                         | Corey Glover     | Uwe Paulsen            |
| Crawford                        | Chris Pedersen   | Oliver Rohrbeck        |
| Gardner                         | Bob Orwig        | Tobias Meister         |
| Tex                             | David Neidorf    | Axel Lutter            |
| Bataillons-Kommandeur im Bunker | Oliver Stone     | Gerd Holtenau          |

## Hintergrund
Stone verarbeitete in dem Film eigene Erlebnisse seiner Zeit in Vietnam. Platoon ist der Beginn einer Trilogie über den Vietnamkrieg. Der zweite Film ist Geboren am 4. Juli, den Abschluss bildet Zwischen Himmel und Hölle.
Nachdem Oliver Stone für sein Filmprojekt gut neun Jahre keinen Geldgeber gefunden hatte – der desillusionierte Rückblick auf den Alltag des Vietnamkrieges verhieß kein gutes Geschäft zu werden – war „Hemdale“, eine britisch dominierte „independent company“, 1986 bereit, die Finanzierung dieser Produktion zu übernehmen. Die Produktionskosten lagen bei 6 Millionen US-Dollar und waren damit nur halb so hoch wie für vergleichbare Hollywood-Filme aus der Mitte der 1980er Jahre. So entstand auf den Philippinen innerhalb von nur sechs Wochen unter schwierigen Produktionsbedingungen eine filmische Aufarbeitung des Vietnamkrieges.
Stone ist gegen Ende des Films in einem Cameo-Auftritt als Bataillons-Kommandeur in einem Gefechts-Unterstand, der von einem nordvietnamesischen Selbstmordattentäter mit einem Sprengstoffgürtel zerstört wird, zu sehen.
Platoon verhalf dem Schauspieler Charlie Sheen zum Durchbruch. Dessen Vater Martin Sheen hatte 1979 die Hauptrolle in dem Vietnamfilm Apocalypse Now von Francis Ford Coppola gespielt. Sein Sohn Charlie war als 11-Jähriger mit am Set.
In weiteren Nebenrollen sind Johnny Depp und der spätere Oscarpreisträger Forest Whitaker zu sehen.

## Soundtrack
Titel auf dem Soundtrack-Album:
- „The Village“ (Adagio For Strings)
- Smokey Robinson & The Miracles – Tracks Of My Tears
- Merle Haggard – Okie From Muskogee
- The Doors – Hello, I Love You
- Jefferson Airplane – White Rabbit
- Georges Delerue – Barnes Shoots Elias
- Aretha Franklin – Respect
- Otis Redding – (Sittin’ On) The Dock of the Bay
- Percy Sledge – When A Man Loves A Woman
- The Rascals – Groovin’
- Samuel Barber – Adagio for Strings

## Rezeption

### Kritiken
Platoon wurde von den Kritikern sehr positiv aufgenommen und erreichte bei Rotten Tomatoes, basierend auf 64 Kritiken, eine Bewertung von 88 Prozent. Zusammenfassend heißt es dort: „Auf Grund der persönlichen Erfahrungen des Regisseurs Oliver Stone in Vietnam verzichtet Platoon auf eine einfache Predigt, zugunsten einer erschütternden, bodenständigen Sicht auf den Krieg, unterstützt durch die kompromisslosen Darstellungen von Charlie Sheen und Willem Dafoe.“ In der IMDb ist der Film seit Erstellen der Liste der Top-250-Filme ständig vertreten und belegt aktuell Platz 220 (Stand: September 2024).
Der mit vier Oscars ausgezeichnete Vietnamfilm wurde in der deutschen Presse und Öffentlichkeit zunächst ambivalent aufgenommen. Die Zeit nannte Platoon „ein Märchen über Vietnam, gepolstert mit den naiven Einsichten des Veteranen Oliver Stone“. Die Frankfurter Allgemeine Zeitung fragte sich, ob Platoon die Nulllösung des Vietnamproblems sei, die endgültige Abrüstung der Entrüstung im Kino.
Die amerikanische Presse feierte Platoon dagegen überwiegend als ersten „realistischen“ Kriegsfilm. Einige amerikanische Vietnamveteranen gingen so weit zu sagen, Platoon sei der erste Spielfilm, der zeige, was Vietnam wirklich war. Stellvertretend für eine Vielzahl von Kritikern schrieb der Vietnamkriegsreporter der New York Times, David Halberstam: „Platoon ist der erste wirklichkeitsnahe Vietnamfilm. Ein Film wie Rambo 2 demütigte die Soldaten, die dort kämpften: Wenn ein Stallone den Feind überwältigen kann, warum gelang es ihnen nicht? Platoon versteht, was die Architekten des Krieges nie sahen: Wie das Laub, das Dickicht des Dschungels die technische Überlegenheit der USA hinwegfegten. Man sieht, wie der Wald die amerikanischen Soldaten aufsaugt; sie verschwinden einfach. Ich glaube, dass der Film ein amerikanischer Klassiker wird. Die anderen Vietnamfilme aus Hollywood haben die Geschichte vergewaltigt. Platoon ist hingegen historisch und politisch richtig.“

„Trotz teilweise überladener Symbolik vollbrachte Oliver Stone mit seiner schonungslosen Collage das Kunststück, die unter den Soldaten allgegenwärtige Todesangst für den Zuschauer sichtbar zu machen. Was dem mit vier Oscars prämierten Stahlgewitter allerdings fehlt, ist ein Hinweis darauf, dass nicht die Amerikaner, sondern die Vietnamesen mit über einer Million Toten (USA ca. 60 000) Hauptleidtragende des Krieges waren.“

„Regisseur und Autor Oliver Stone inszenierte – nach autobiografischen Erfahrungen – einen um schonungslose Realistik bemühten Antikriegsfilm, der das amerikanische ‚Vietnam-Trauma‘ erstmals in dieser Direktheit behandelte. Der sehr erfolg- und einflussreiche Film versucht, Kritik an der amerikanischen Kriegspolitik mit einer Heroisierung der gefallenen Opfer (freilich nur der amerikanischen!) zu verbinden – mit fragwürdigem Resultat. Gerade wegen dieser Widersprüche eine der interessantesten US-Produktionen der achtziger Jahre.“

Die Filmbewertungsstelle Wiesbaden verlieh der Produktion das Prädikat besonders wertvoll.

### Auszeichnungen
Oscarverleihung 1987
- Bester Film – Arnold Kopelson (Produzent)
- Beste Regie – Oliver Stone
- Bester Schnitt – Claire Simpson
- Bester Ton – John Wilkinson, Richard D. Rogers, Charles Grenzbach, Simon Kaye
  - weitere Nominierungen:
  - Bestes Original-Drehbuch – Oliver Stone
  - Bester Nebendarsteller – Willem Dafoe
  - Bester Nebendarsteller – Tom Berenger
  - Beste Kamera – Robert Richardson

Golden Globe Awards 1987
- Bester Film – Drama
- Beste Regie – Oliver Stone
- Bester Nebendarsteller – Tom Berenger
  - weitere Nominierung:
  - Bestes Drehbuch – Oliver Stone

Internationale Filmfestspiele Berlin 1987
- Beste Regie – Oliver Stone

Independent Spirit Awards 1987
- Bester Film – Arnold Kopelson (Produzent)
- Beste Regie – Oliver Stone
- Bestes Drehbuch – Oliver Stone
- Beste Kamera – Robert Richardson
  - weitere Nominierung:
  - Bester Hauptdarsteller – Willem Dafoe

National Film Registry
- Aufnahme 2019

## Computerspiel
1987 brachte Ocean Software ein gleichnamiges Computerspiel für alle damals gängigen Systeme heraus.